# 何湜
何湜（15世紀—15世紀），字源潔，福建福州府闽县人，明朝政治人物。

## 生平
何湜是天順三年（1459年）的舉人，次年（1460年）中會試副榜，授麻城訓導，調任泰和，陞國子監學錄。他有修為，且品格端正，士子都視他為榜樣，侍奉寡居的母親鄭氏孝順，鄭氏有病向天焚香禱告，並因此辭官奉養；四位兒子都中舉，當中何顯是成化二十三年進士，何繼高、何岡二人都是弘治二年舉人，何繼周則是弘治五年舉人，人稱「四桂」。死後以兒子何顯顯貴恩贈南京戶部郎中。

## 引用
1. 1 2  乾隆《福州府志·卷四十九·人物一》：何湜，字源潔，閩縣人。天順己卯舉人，庚辰乙榜，授麻城訓導，改泰和，遷國子學錄。師道修立，操履端方，士多向慕。痛父先棄養，奉母鄭孝，鄭有疾，焚香籲天，祈以身代，官國學未久，解官歸養焉。四子，繼高、顯、岡、繼周皆登第，人稱為「四桂」。以子顯，恩贈南京戶部郎中。 正德《府志》